# San Martín de las Pirámides
San Martín de las Pirámides, eller bara San Martín är en mindre stad i Mexiko, och administrativ huvudort i kommunen San Martín de las Pirámides i delstaten Mexiko. Staden ingår i Mexico Citys storstadsområde och hade 12 812 invånare vid folkmätningen 2010. Staden ligger precis norr om de välkända pyramiderna i Teotihuacán.

## Galleri

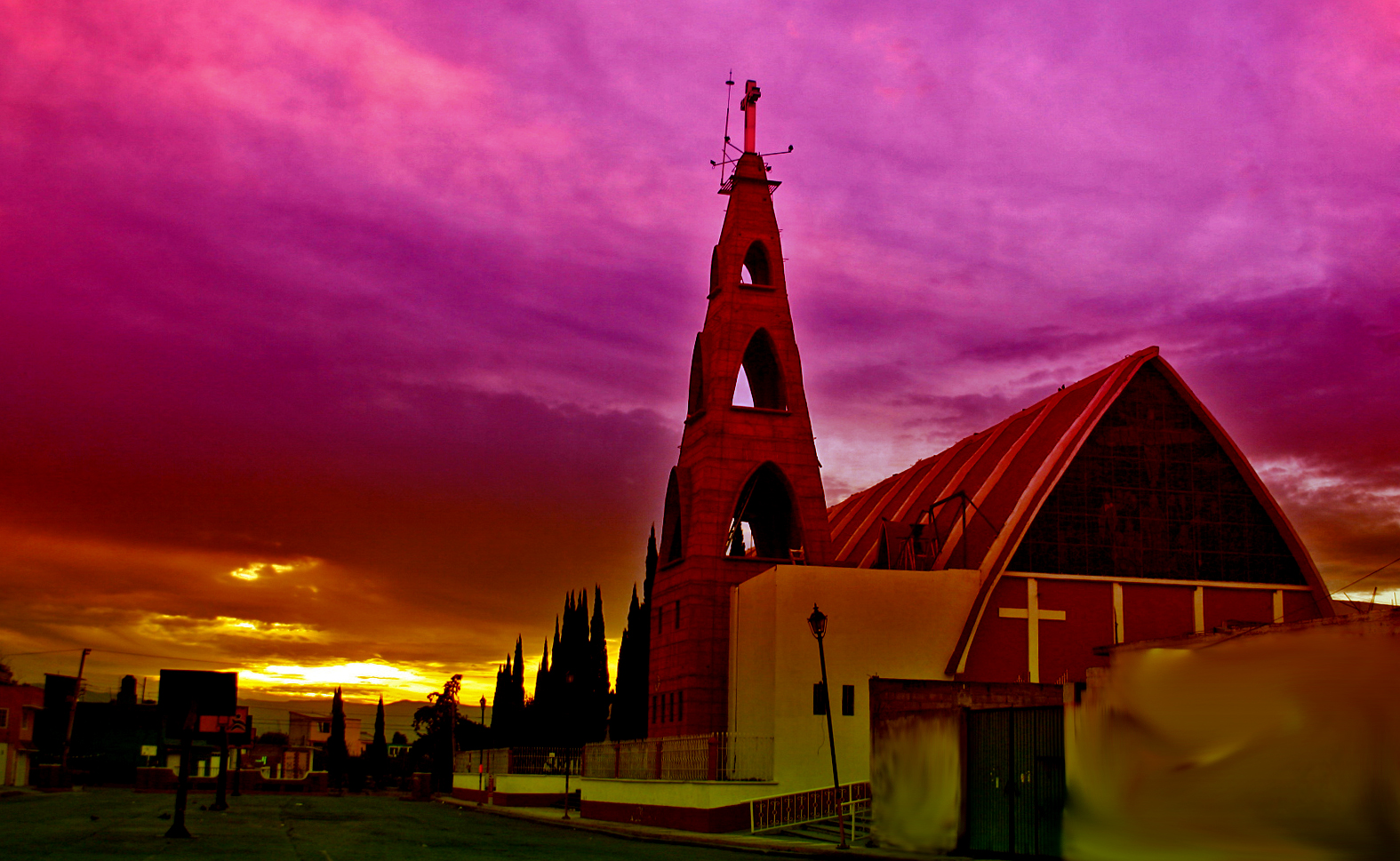
Kyrkan Iglesia de Ecce Homo.
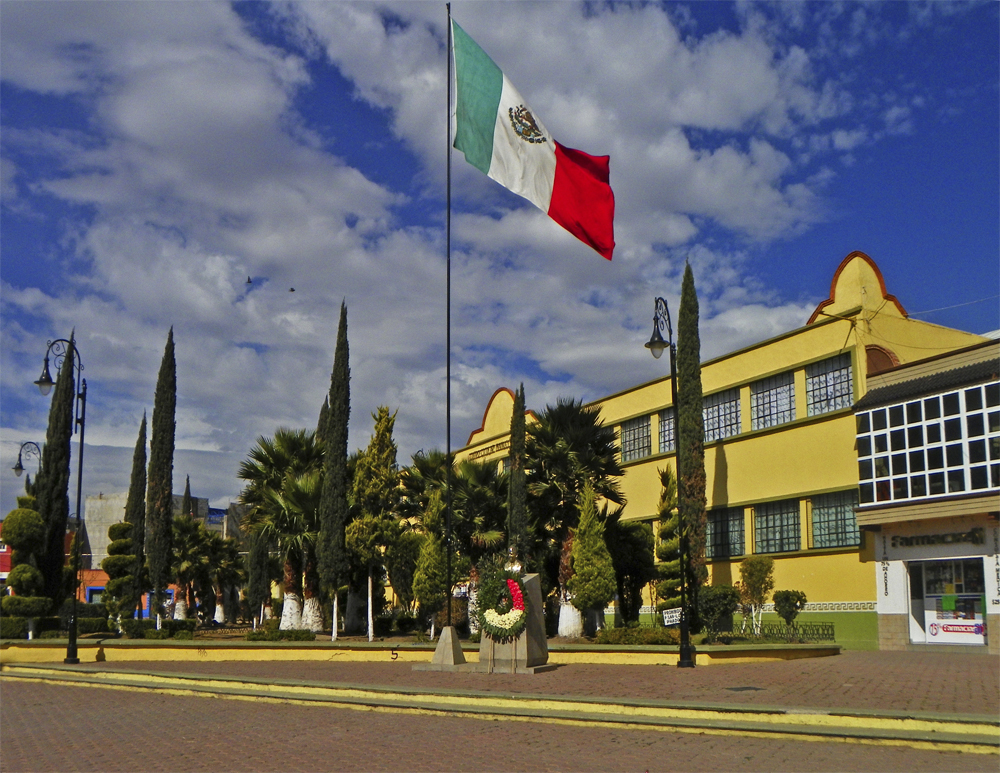
Skolan Escuela Manuel José Othón.
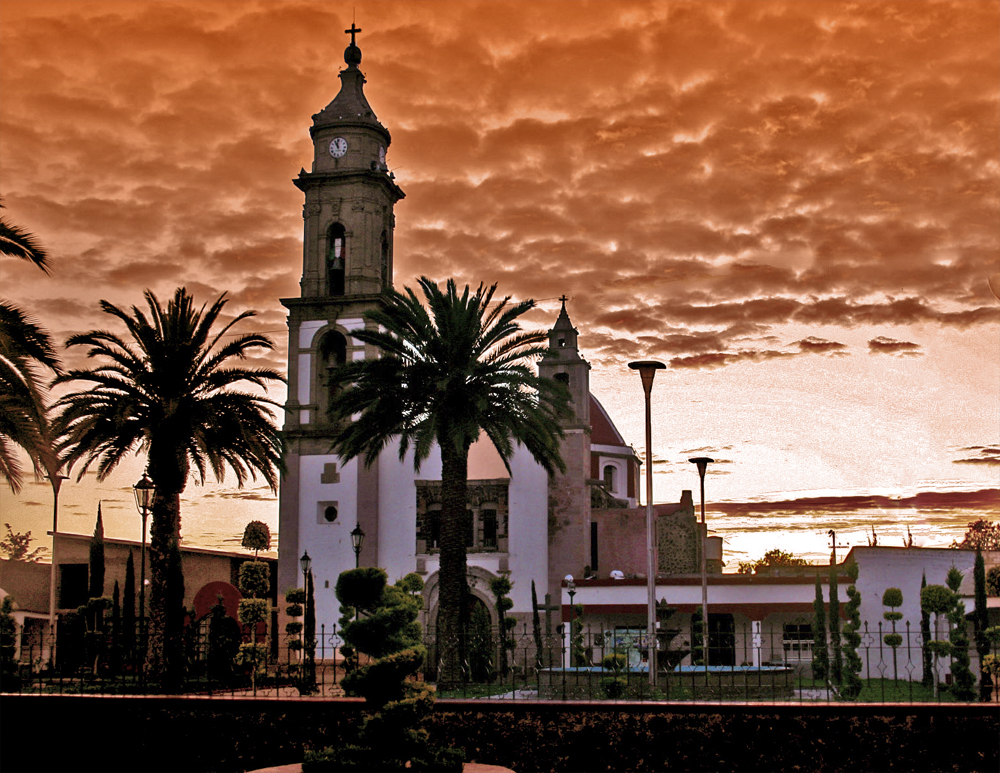
Kyrkan Parroquia de San Martín Obispo.
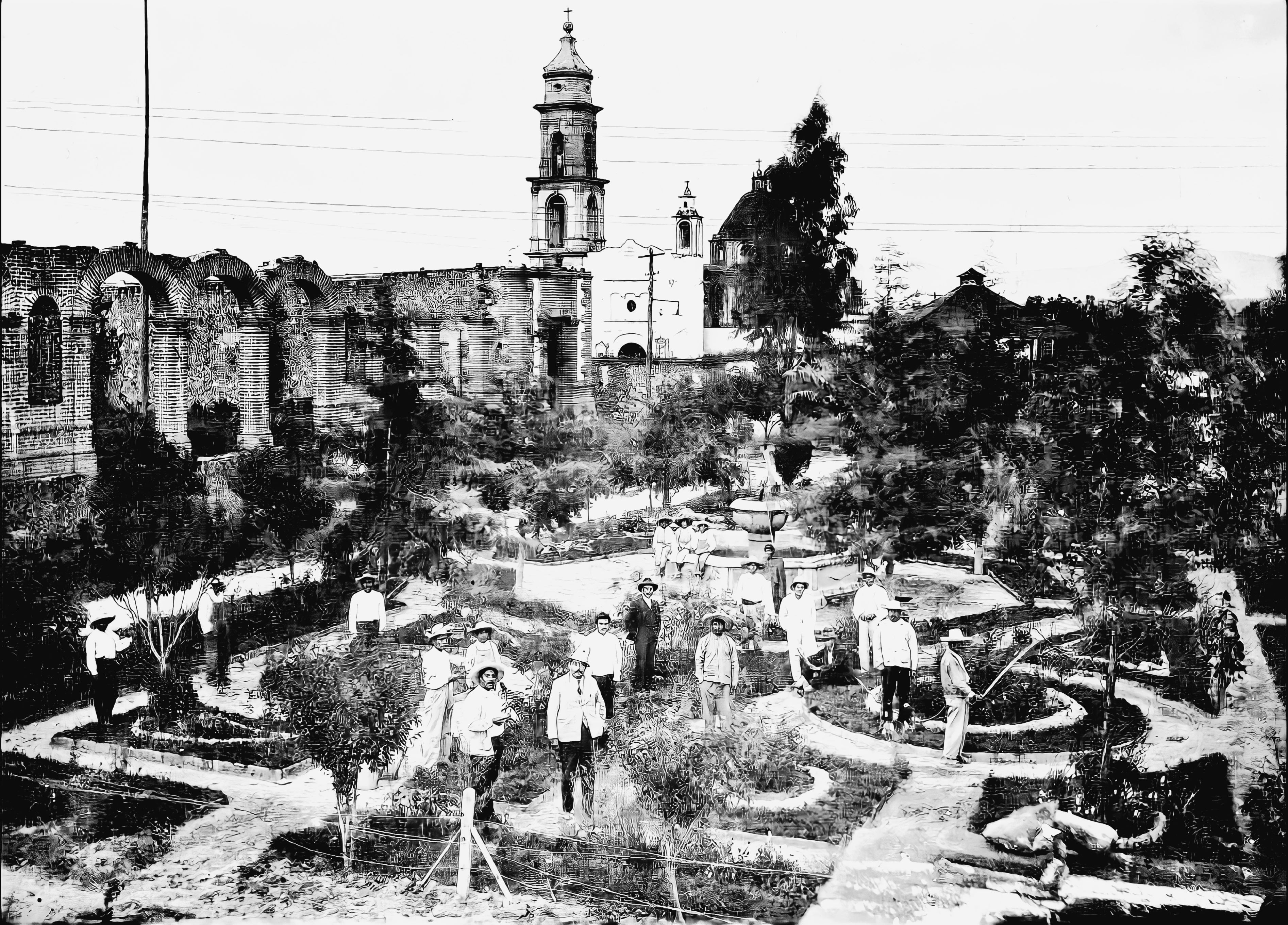
Arkivbild från 1931 med kyrkan San Martín Obispo i bakgrunden.
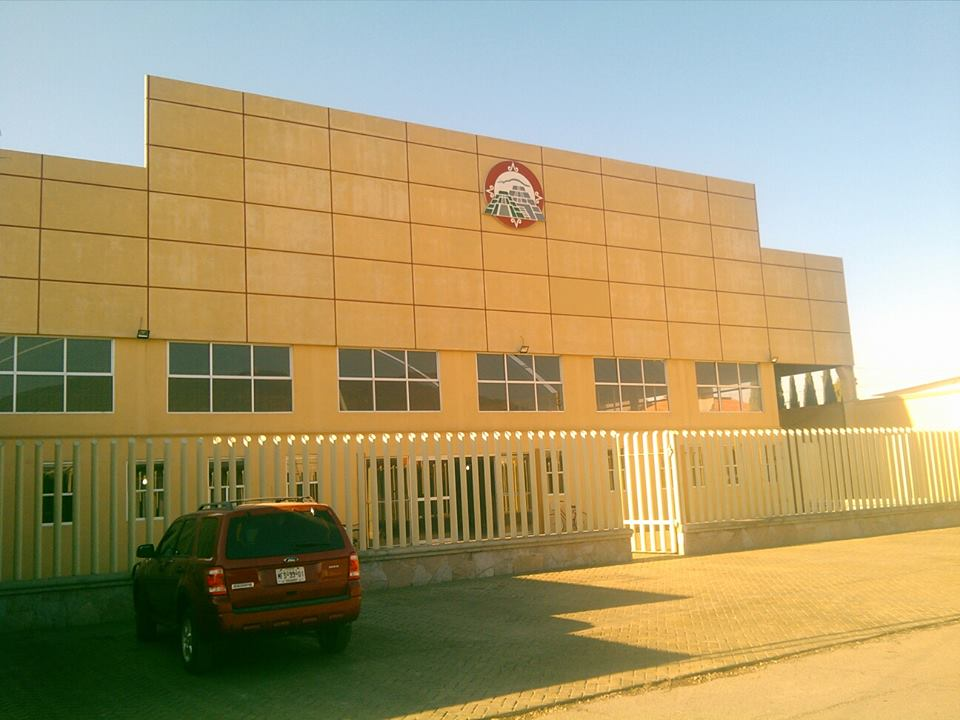
Kulturhuset Casa de Cultura Neteotiloyan.